# Bataille de Bressuire (1794)
Pour les articles homonymes, voir Bataille de Bressuire.
Guerre de Vendée
Batailles
La bataille de Bressuire a lieu le 24 février 1794 lors de la guerre de Vendée. Elle s'achève par la victoire des Vendéens qui s'emparent de la ville de Bressuire.

## Prélude
En janvier 1794, les colonnes infernales du général Turreau commencent à ravager la Vendée. La région de Bressuire est alors parcourue par la colonne du général Grignon qui massacre tous les habitants qu'elle rencontre, hommes, femmes et enfants, sans aucune distinction,. Quelques mois plus tard, cité dans un rapport du représentant en mission Joseph Lequinio, Auguste Chauvin, membre du comité de surveillance de la commune de Bressuire, qualifie la colonne de Grignon d'« armée d'exterminateurs ». Le 21 mars, Jarry, administrateur de Bressuire, écrit : « Des officiers municipaux en écharpe et à la tête de leurs communes, étant allés au-devant de cette colonne, ont par elle été fusillés [...] Plusieurs femmes, après avoir servi à assouvir la brutalité des soldats, ont par eux été massacrées; les enfants même n'ont pas été épargnés ». Dans ses mémoires, l'officier vendéen Bertrand Poirier de Beauvais écrit que « les villes, les bourgs, les champs, les prés, que dis-je ?... il n'est aucun lieu dans la Vendée qui fût exempt de crimes..., aucune place qui n'ait donné le spectacle de quelque barbarie..., pas un écho qui n'ait répété cent fois les cris de douleur de vieillards, de mères et de leurs enfants, déchirés et expirant sous les coups de baïonnette ! ».
La ville de Bressuire est cependant épargnée sur ordre du général Turreau, afin de servir de base aux forces républicaines et d'abriter les subsistances pillées. Des gardes nationales sont également maintenues à Cerizay, La Forêt-sur-Sèvre, Moncoutant et La Chapelle-Saint-Laurent.
Début février 1794, Bressuire n'a pour garnison que 500 hommes sous les ordres du commandant Augé. Le 13 et le 14 février, les habitants et les troupes de Bressuire sont évacués sur ordre du général Turreau et se retirent sur Doué,,,,. Cependant, les républicains négligent d'emporter les subsistances, entreposées dans les magasins,, aussi la garnison et les habitants réinvestissent la ville quelques jours plus tard. Le 23 février, le général François Carpantier, commandant à Saumur et à Doué, envoie une colonne mener une expédition à Bressuire pour « enlever les grains et brûler ensuite ».
Les massacres commis par les républicains provoquent également de nouveaux soulèvements. L'administrateur Jarry écrit : « Les deux tiers des communes du district de Bressuire ayant été dévastées et incendiées, la plupart des habitants hachés à coups de sabre, ceux qui ont échappé aux massacres se sont insurgés »,. Dans le Bressuirais, les révoltés prennent pour chef un marchand de vaches nommé Louis Richard,,. Le 10 février, ils s'emparent du bourg de Cerizay, à une dizaine de kilomètres à l'ouest de Bressuire,,. Trois jours plus tard, les gardes nationaux locaux reprennent Cerizay, avant de l'abandonner à nouveau en apprenant l'évacuation de Bressuire et de se replier sur Moncoutant. Le 20 février, 250 patriotes attaquent 300 insurgés à La Forêt-sur-Sèvre, près de Cerizay : selon Jarry, ils leur tuent 64 hommes, contre seulement deux tués dans leurs rangs, mais ils se replient néanmoins sur le bourg de Largeasse. Le 22 février, les forces de Richard sont rejointes à Cerizay par l'Armée d'Anjou, menée par Jean-Nicolas Stofflet,. Deux jours plus tard, les Vendéens lancent l'assaut sur la ville de Bressuire,.

## Forces en présence
Les effectifs républicains et royalistes engagés dans les combats ne sont pas connus avec exactitude. Le 23 février, le général Carpantier écrit au général Huché qu'il a envoyé 1 800 hommes à Bressuire. Cependant le 26 février, Carpantier affirme dans un nouveau courrier à Huché que seulement 400 soldats étaient à Bressuire au moment de l'attaque des Vendéens. Dans un mémoire rédigé le 21 mars 1794, l'administrateur Jarry écrit quant à lui que l'élite de la garnison est évacuée de Bressuire le matin du 24 février, et que seulement 300 hommes de « la nouvelle levée » sont présents à l'intérieur de la ville au moment de l'attaque.
Dans ses mémoires, l'officier vendéen Louis Monnier évalue quant à lui les républicains à 1 000 hommes d'infanterie, accompagnés d'une « nombreuse cavalerie ».
Du côté des Vendéens, Carpantier porte à 3 000 les effectifs de l'armée de Stofflet. Dans ses mémoires
, l'officier royaliste Bertrand Poirier de Beauvais indique que l'armée de Richard compte plus de 2 000 hommes,. D'après Louis Monnier, les Vendéens manquent de munitions, chaque soldat ayant « à peine six coups à tirer ».

## Déroulement
Le 24 février, les Vendéens sortent de Cerizay et lancent l'attaque sur Bressuire,. D'après Louis Monnier, Stofflet sabre lui-même la sentinelle à la porte de la ville et les Vendéens s'engouffrent dans la petite cité.
Les républicains sont surpris et n'opposent qu'une faible résistance,,. D'après Bertrand Poirier de Beauvais, la garnison « surprise, se défendit mal et fut bientôt en déroute ».
D'après le récit de Monnier, une partie des soldats républicains se barricadent à l'intérieur de l'église. Les Vendéens enfoncent alors les portes et exterminent en une demi-heure tous les patriotes présents à l'intérieur : « On ne leur demanda point de se rendre; d'ailleurs on ne faisait plus de prisonniers ».

## Pertes
Le 26 février, le général Carpantier, commandant de la place de Doué, écrit au général Huché que les pertes sont peu importantes : « D'après le récit qui m'a été fait de l'invasion de Bressuire par les brigands, il paraît que la perte n'a pas été considérable ; car, sur quatre cents hommes, trois cents sont retirés à Parthenay, soixante à Thouars et Airvault, sans compter ceux qui sont à Argenton et qui rentreront ».
Dans ses mémoires, Louis Monnier affirme quant à lui que la garnison républicaine est totalement détruite : « Ce n'était pas une guerre ce jour-là, c'était un massacre ; les rues étaient jonchées de morts. Ceux qui se sauvèrent hors la ville, furent tués par les paysans du pays, de sorte que cette garnison fut détruite ». Selon lui, 300 soldats républicains retranchés dans l'église de Bressuire y sont tués jusqu'au dernier,.
Cependant, ces affirmations sont contredites par celles de Bertrand Poirier de Beauvais qui indique dans ses mémoires que les républicains perdent « du monde » lors de ce combat « mais non considérablement », les soldats s'étant enfuis « avec vivacité ».
Le seul véritable bilan est donné par l'administrateur Jarry, qui affirme qu'une cinquantaine de volontaires et une vingtaine d'habitants de Bressuire sont massacrés lors de la prise de la ville par les Vendéens. D'après lui, certains volontaires, « restés malades à l'hôpital », sont « arrachés de leurs lits et assassinés ».
Les Vendéens capturent également plusieurs barils de poudre,,. Monnier rapporte qu'une vieille femme lui offre 1 200 cartouches qui avaient été cachées dans sa cave par les républicains. Jarry fait mention d'un le butin de 4 000 cartouches et d'une caisse de pierres à fusil.

## Suites
Maîtres de Bressuire, les officiers vendéens envisagent d'incendier la ville pour qu'elle ne puisse plus servir de base aux républicains, mais cet avis n'est pas retenu.
Le conseil de l'armée d'Anjou est ensuite réorganisé pour ne plus compter que sept membres,. Stofflet est élu général en chef par les officiers,. Les six autres membres du conseil sont de Bruc, La Bouëre, Beaurepaire, Baugé, Berrard et Poirier de Beauvais,,.
Le 26 février, les Vendéens attaquent Argenton et mettent en fuite sa faible garnison,,. L'Armée d'Anjou se sépare ensuite de l'armée de Richard et se porte à Saint-Aubin-de-Baubigné.
Le 28 février, à Doué, le général Carpantier écrit à Huché que les « brigands » sont toujours à Bressuire mais qu'il n'a pas les forces suffisantes pour lancer une contre-attaque, n'ayant que 1 200 hommes sous ses ordres, dont 400 partis au secours de Thouars, menacé, et 300 envoyés à Vihiers.
Considérée comme indéfendable, Bressuire est définitivement évacuée le 14 mars, puis incendiée par la colonne du général Grignon,. Les habitants s'établissent alors dans le sud du département des Deux-Sèvres, principalement à Parthenay, à Airvault, à Niort, voir à Poitiers. La ville, presque entièrement détruite, reste abandonnée de mars 1794 à juin 1795. Certains habitants réinvestissent les faubourgs en mai et juin 1795, mais il faut attendre février 1796 pour voir le retour des réfugiés. De 2 000 habitants en 1790, Bressuire n'en compte plus que 630 à 700 en 1800,.